# Margit Saad
Pour les articles homonymes, voir Saad.
Margit Saad, née le 30 mai 1929 à Munich et morte le 7 août 2023 à Munich est une actrice allemande qui a largement travaillé dans le cinéma et la télévision allemands, avec des apparitions occasionnelles en anglais.

## Biographie
Elle est née à Munich, en Bavière, fille d'un père linguiste libanais et d'une mère enseignante d'allemand de Düsseldorf. Elle a fait ses débuts à l'écran dans Eva erbt das Paradies. En 1960, elle a joué dans le film dramatique britannique The Criminal et a suivi avec des apparitions dans d'autres films et programmes de télévision britanniques tels que  le film The Rebel (Call Me Genius) sorti en 1961, avec Tony Hancock, Playback (1962), une entrée dans le Edgar Série Wallace Mysteries de longs métrages, The Saint in The Saint Sees It Through (1964) et The Magnificent Two (1967), au côté du duo britannique Morecambe and Wise.
Margit Saad est apparue au début de 1966 dans un épisode de la série télévisée d'espionnage américaine Blue Light. Elle est également présente dans le film théâtral américain I Deal in Danger, qui reprend l'épisode de Blue Light ainsi que trois autres épisodes de la série.

## Filmographie
- 1952 : Behind Monastery Walls
- 1953 : Southern Nights
- 1954 : The Gypsy Baron
- 1955 : Marriage Sanitarium
- 1956 : Three Birch Trees on the Heath
- 1957 : A Piece of Heaven
- 1958 : Peter Voss, Thief of Millions
- 1959 : Paradise for Sailors
- 1960 : Les Criminels
- 1961 : The Rebel
- 1962 : Playback
- 1966 : I Deal in Danger
- 1967 : The Magnificent Two
- 1970 : The Last Escape